# Rhynchogyna
Rhynchogyna é um género botânico pertencente à família das orquídeas (Orchidaceae).